# Ismeretlen kód
Az Ismeretlen kód (eredeti címe: Code inconnu : Récit incomplet de divers voyages) 2000-ben bemutatott filmdráma német, francia és román kooprodukcióban, amelyet Michael Haneke írt és rendezett. A főbb szerepekben Juliette Binoche, Thierry Neuvic és Hélène Diarra. 2000. május 19-én mutatták be a cannes-i fesztiválon, ahol Arany Pálmára jelölték, és elnyerte az ökumenikus zsűri díját. Magyarországon az Európai Filmhét rendezvénye alatt volt látható 2001. december 7-én.

## Cselekmény
A film egy siket gyermek játékával indul, aki félelmében átöleli magát. Anne egy párizsi utcán sétál, és összefut Jeannal, aki a bátyját, Georges-ot keresi, aki történetesen Anne párja. Anne elmondja Jeannak, hogy Georges Koszovóban van, Jean ezért megkéri, hogy hadd maradjon Anne lakásán. Jean a kulcsokkal távozik, de a süteménye maradékát a földön ülő román hajléktalan nőhöz, Mariához vágja. Az arrajáró Amadou ezt észreveszi, és felszólítja Jeant, hogy kérjen bocsánatot. Szóváltás alakul ki, megérkezik a rendőrség, és a rendőrök letartóztatják Amadout, Jeant elengedik, Mariát pedig a repülőtérre kísérik, hogy kitoloncolják.
Anne különböző filmes szerepeket gyakorol el. Hatásosan játssza el a rémület és a humor jeleneteit, amelyek elmossák a valóság és a fikció közötti teret. Otthon fültanúja lesz egy gyermek hangos sírásának. Amikor barátja, Georges hazaérkezik Koszovóból, Anne megosztja vele a lakásban üvöltő gyermek történetét, de Georges közömbösnek tűnik. A férfi azzal tölti a napjait, hogy embereket fényképez a vonaton, és a háborús fogságára gondol. Anne később részt vesz a „petite Françoise” temetésén, annak a lánynak a temetésén, akit a lakásban hallott sikoltozni. Anne nem száll szembe a gyermek szüleivel. Anne és Georges meglátogatják Georges apját, aki kisebbik fiát, Jeant keresi, de nem indul el felkutatni.
Maria hazatérve Romániába újra kapcsolatba kerül családjával, akik egy lepukkant lakásban élnek. Elmesél egy történetet arról, hogyan adott egy cigányasszonynak pénzt, de aggódott, hogy esetleg elkapott tőle valamilyen betegséget, ezért azonnal kezet mosott. Párizsban, amikor Maria hajléktalan volt, egy jól öltözött férfi éppen pénzt akart adni neki, de miután látta, hogy milyen piszkos a keze, hozzávágta. Maria végül visszatér Párizsba, és továbbra is keresi azokat a helyeket, ahol koldulhat. A film egy másik gyermek lefordítatlan jelnyelvi gesztusával zárul.

## Szereplők
| Szerep                   | Színész            | Magyar hangja |
| ------------------------ | ------------------ | ------------- |
| Anne Laurent             | Juliette Binoche   | Györgyi Anna  |
| Georges                  | Thierry Neuvic     |               |
| a farmer                 | Josef Bierbichler  |               |
| Jean                     | Alexandre Hamidi   |               |
| Aminate                  | Hélène Diarra      |               |
| a rendező                | Didier Flamand     |               |
| a pap                    | Djibril Kouyaté    |               |
| a rendőr                 | Marc Duret         |               |
| Maria                    | Luminița Gheorghiu |               |
| Irina                    | Crenguta Hariton   |               |
| szőke hajú, fekete hölgy | Aïssa Maïga        |               |

## Fogadtatás

### Kritikai visszhang
A film többségében jó visszajelzéseket kapott. A Rotten Tomatoeson 75%-os minősítést ért el 51 értékelés alapján, az összefoglaló szerint: „Bár időnként kihívóan rejtélyes, az Ismeretlen kód mégis képes visszhangot kelteni.” Anthony Lane a New Yorkertől azt írta: „Az erőszak, röviden, láthatatlan marad, de ez nem teszi könnyebben elviselhetővé; ami a fal mögött leselkedik és jajgat, az Haneke számára a rettegés legmegbízhatóbb forrása.” Jonathan Rosenbaum a Chicago Readertől azt írta: „Hosszú, virtuóz felvételek sora, amelyek jellemzően cselekvések vagy mondatok közepén kezdődnek és végződnek, és nemcsak egy interaktív kirakós játékot, hanem egy izgalmas narratív kísérletet is alkotnak.” Michael Wilmington a Chicago Tribune-től azt írta: „A film középpontjában - a film elkészítésének valódi oka - Binoche áll, aki a mai filmek egyik igazán sugárzó jelenléte.”
A Metacritic 74 pontot adott a 100-ból 13 vélemény alapján. Kevin Thomas a Los Angeles Timestól azt írta: „Haneke gyönyörűen megvilágítja népe életét, szemével a leleplező árnyalatokra és részletekre figyelve.” Steven Rea a Philadelphia Inquirertől azt írta: „Juliette Binoche - a színésznő, aki ebben a rendkívüli filmben a színésznőt alakítja - pályafutásának egyik legjobb színészi alakítása.” David Sterritt a Christian Science Monitortól azt írta: „Haneke a tőle megszokott sötét érzékenységgel viszi végig a sokrétű történetet, és a modern városi élet széttöredezett minőségét a hiányzó láncszemek és elveszett kapcsolatok labirintusában vándorló jeleneteken keresztül fejezi ki.”

### Bevételi adatok
A Box Office Mojo szerint a film 95 ezer dolláros bevételt ért el, a költségvetésről nincs adat.

## Fontosabb díjak és jelölések
| Esemény                        | Díj                   | Eredmény |
| ------------------------------ | --------------------- | -------- |
| 2000-es cannes-i filmfesztivál | Arany Pálma           | Jelölve  |
| 2000-es cannes-i filmfesztivál | Ökumenikus zsűri díja | Elnyerte |